# Shadows (píseň, Lindsey Stirling)
Shadows je skladba americké houslistky Lindsey Stirling. Skladba pochází z jejího debutového alba Lindsey Stirling. Píseň produkovala společně s producentem Markem G.

## Videoklip
Videoklip ke skladbě byl vydán 9. ledna 2012. Kameramanem byl Devin Graham. Ve videoklipu vystupuje ve skladišti sama hrající a tančící Lindsey Stirling, za níž její stín s menším zpožděním kopíruje její pohybové kreace.
Na YouTube měl videoklip přes 174 milionů zhlédnutí (v roce 2012).